# A la conquista del congreso
A la conquista del congreso (en inglés: Knock Down The House) es una película documental dirigida por la directora y productora estadounidense Rachel Lears. Estrenado en 2019, el documental sigue a cuatro candidatas del partido demócrata de Estados Unidos durante el proceso de primarias de dicho partido para ser elegidas como representantes al Congreso en las elecciones legislativas de Estados Unidos de 2018.

## Argumento
La película sigue a cuatro mujeres demócratas en su carrera para convertirse en congresistas de la Cámara de Representantes de los Estados Unidos. El documental empieza con la búsqueda de nuevos candidatos por parte de organizaciones como Brand New Congress y Justice Democrats, ambos comités de acción política.  Bush, Ocasio-Cortez, Swearengin y Vilela, ninguna con trayectoria política anterior y todas de clase trabajadora, empiezan su carrera para conseguir ser miembros del Congreso estadounidense. Todas ellas, al contrario que sus contrincantes, no aceptaron dinero de empresas privadas.
Las cuatro candidatas muestran su día a día en sus localidades de residencia; los problemas de sus comunidades, la campaña electoral, los problemas de financiación y los enfrentamientos con sus rivales políticos. Todas progresistas, destacan de su ideario político la defensa de la clase trabajadora, el acceso a la sanidad y educación públicas, el ecologismo y el feminismo.

## Reparto
| Actor                    | Personaje                                               | Descripción |
| ------------------------ | ------------------------------------------------------- | --- |
| Cori Bush                | Candidata por el primer distrito congresional de Misuri | Madre soltera de dos hijos, enfermera y activista perdió las primarias contra el candidato Lacy Clay, que lleva en el cargo desde 2001.                                                                                  |
| Alexandria Ocasio-Cortez | Originaria del Bronx y de origen puertorriqueño         | Ganó las primarias del partido demócrata del distrito 14 de Nueva York a su adversario, el veterano Joe Crowley, el entonces cuarto demócrata más influyente en el Congreso.                                             |
| Paula Jean Swearengin    | Madre soltera                                           | Activista por el medio ambiente y los derechos sociales, fue candidata por Virginia Occidental en las primarias del partido demócrata. Fue derrotada por su adversario, Joe Manchin, consiguiendo un 30,2% de los votos. |
| Amy Vilela               | Activista social                                        | Fue candidata del partido demócrata en el cuarto distrito congresional de Nevada, y perdió las primarias contra Steven Horsford.                                                                                         |

## Producción
Rachel Lears empezó a trabajar en el documental pocos días después de la elección de Donald Trump como presidente de los Estados Unidos. Lears se puso en contacto con organizaciones como Brand New Congress y Justice Democrats, que en aquel momento estaban reclutando a nuevos candidatos para el partido demócrata. A través de la plataforma Kickstarter de microdonación consiguieron recaudar 28.111 dólares para financiar el proyecto.
Netflix pagó 10 millones de dólares por el documental, que se estrenó en enero de 2019 durante el Festival de cine de Sundance. A nivel mundial, se estrenó a través de la plataforma digital en mayo de 2019.

## Premios y nominaciones
Festival de cine de Sundance
- 2019: Premio del público al mejor documental.[13]
- 2019: Festival Favorite Award.[14]